# Tetijivský rajón
Tetijivský rajón (ukrajinsky Тетіївський район) byl rajón v Kyjevské oblasti na Ukrajině. Hlavním městem byl Tetijiv a rajón měl přibližně 31 tisíc obyvatel. 

## Sídla v rajónu
- Tetijiv